# تطور الجهاز التناسلي

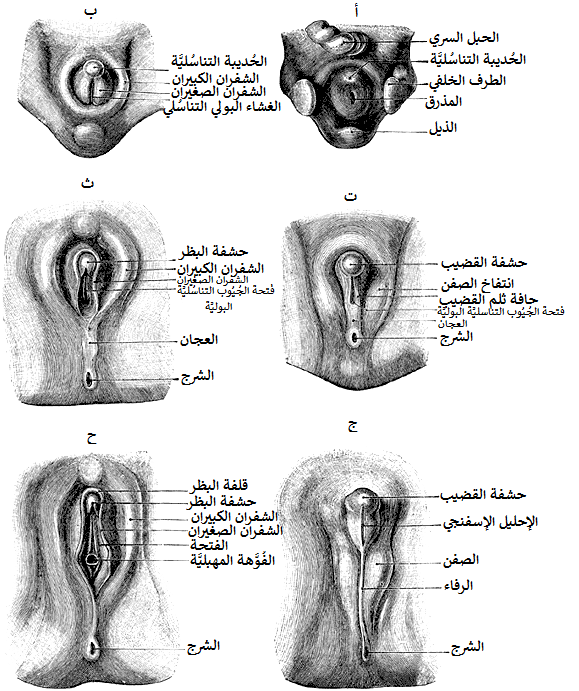
صورة تمثل مراحل تطور الجهاز التناسلي لدى البشر، الصورة (أ) تمثل حالة الأعضاء في البداية لدى الذكر والأنثى، أما الصور (ت، ج) فتمثل تطور الجهاز لدى الذكر. والصور (ب، ث، ح) فتمثل تطور الجهاز لدى الأنثى.

تطور الجهاز التناسلي هو جزء من النماء السابق للولادة، ويُعنَى بالأعضاء الجنسية. وهو جزء من مراحل التمايز الجنسي. ونظرًا لتداخل موقعه مع الجهاز البولي على مساحة واسعة، يمكن أن يوصف تطور كلي الجهازين معًا بتطور الأعضاء البولية التناسلية.
تتطور الأعضاء التناسلية من الأديم المتوسط. يسبق ظهور الأعضاء الدائمة وجود مجموعة من البنى الجنينية التي تختفي بشكل كامل باستثناء القنوات قبل نهاية الحياة الجنينية. هذه البنى الجنينية هي القنوات الكلوية الجنينية المتوسطة (المعروفة بقنوات وولف) والقنوات الكلوية الجنينية المتوسطة الإضافية (المعروفة بقنوات مولر). تبقى القناة الكلوية الجنينية المتوسطة لدى الذكور في حين تبقى القناة الجنينية المتوسطة الإضافية لدى الإناث.

## القنوات الكلوية الجنينية المتوسطة
تتعضى القنوات الكلوية الجنينية المتوسطة من قناة سليفة الكلية.

### المنشأ
في القسم الخارجي من الأديم المتوسط، تحت الأديم الظاهر مباشرة، وفي المنطقة ما بين الشدفة الرقبية الخامسة إلى الشدفة الصدرية الثالثة، تنمو سلسلة من الاندلاقات القصيرة من كل شدفة ظهريًا وتمتد ذيليًا وتتحد على التوالي من الأمام للخلف لتشكل القناة سليفة الكلوية. وتستمر بالنمو ذيليًا حتى تفتح على القسم البطني من المذرق خلف سليفة الكلية ويطلق عليها القناة الكلوية الجنينة المتوسطة. وهكذا تبقى القناة الكلوية الجنينية المتوسطة بعد ضمور القناة سليفة الكلوية.

### تطورها لدى الذكور
تبقى القناة لدى الذكور، وتشكل أنبوب البربخ، والأسهرين والأقنية الدافقة، في حين ينمو الحويصلان المنويان خلال الشهر الثالث كرتج وحشي من نهايته الخلفية. يضمر قسم كبير من النهاية الرأسية للقناة الكلوية الجنينية المتوسطة ويختفي، وتشكل الأنابيب الأمامية من قسمه المتبقي الأقنية الصادرة للخصية، في حين تمثل الأنابيب الخلفية القنيات الزائغة والبُريبخ الذي يتواجد أحيانًا أمام الحبل المنوي أعلى رأس البربخ.

### ضمورها في الإناث
تضمر الأجسام والقنوات الكلوية المتوسطة لدى الإناث. وتتحول بقاياها غير الوظيفية إلى المبيض الجانبي ومجاور المبيض، وهما مجموعتان صغيرتان من الأنابيب العمياء الريديمية (غير الوظيفية) تقعان في مسراق البوق.

### البقايا
يختفي القسم السفلي من القناة الكلوية الجنينية المتوسطة، في حين يتحول القسم العلوي للقناة الطولانية للمبيض الجانبي، والتي تدعى قناة غارتنر.
تتطور أيضًا أنسجة أخرى من القناة الكلوية الجنينية المتوسطة، على سبيل المثال، تطوُّر الرباط المعلّق للمبيض.

## القنوات الكلوية الجنينية المتوسطة الإضافية
بعد تشكل القنوات الكلوية الجنينية المتوسطة بمدة وجيزة، يتطور زوج آخر من الأقنية تدعى بالقنوات الكلوية الجنينية المتوسطة الإضافية. ينمو كل منها من الجانب الوحشي للقناة الكلوية الجنينية المتوسطة الموافقة كانغلاف أنبوبي للخلايا المبطنة للتجويف البطني. تبقى فوهة الانغلاف مفتوحة، وتستمر بالتضخم والتبدل لتشكل الفوهة البطنية لأنبوب فالوب (الأنبوب الرحمي). تمر القنوات نحو الخلف وحشي القنوات الكلوية المتوسطة وتتجه للإنسي منها كلما اتجهت للنهاية الخلفية من الجنين، وبالتالي تتوضع أخيرًا جنبًا إلى جنب بين وخلف القنوات الكلوية المتوسطة (يمثل مجموع القنوات الأربعة ما يسمى الحبل التناسلي المشترك-لتمييزه لاحقًا عن الحبال التناسلية للظهارة المنتشة). تنتهي القنوات الكلوية المتوسطة بارتفاع ظهاري يدعى بالحديبة الجيبية على الوجه البطني للمذرق. في مراحل لاحقة، تنفتح الحديبة الجيبية في المنتصف لتصل القنوات الكلوية المتوسطة الإضافية بالمذرق.

### ضمورها لدى الذكور
تضمر القنوات الكلوية الجنينية المتوسطة الإضافية لدى الذكور، وتمثل بقايا نهايتها الأمامية زائدة الخصية، في حين تشكل أقسامها المندمجة النهائية قُرَيْبة البروستات في أرضية الإحليل البروستاتي. ويعود هذا الأمر لإنتاج الهرمون المضاد لمولر من قبل خلايا سيرتولي في الخصيتين.

### تطورها لدى الإناث
تبقى القنوات الكلوية المتوسطة الإضافية لدى الإناث وتخضع لنمو أكثر. تندمج الأقسام الواقعة في الحبل التناسلي لتشكل الرحم والمهبل. يبدأ اندماج القنوات الإضافية في الشهر الثالث، ويختفي الحاجز الناشئ عن اتحاد جدرانها الإنسية من الأسفل للأعلى.
تبقى الأجزاء خارج هذا الحبل منفصلة، وتشكل كل منها أنبوب فالوب الموافق. وتبقى فوهة أنبوب فالوب من النهاية الأمامية للانغلاف الأنبوبي الأصلي من التجويف البطني.
حوالي الشهر الخامس، يحدد تضيق حلقي الشكل موضع عنق الرحم، وبعد الشهر السادس تبدأ جدران الرحم بالتثخن. ويتمثل المهبل بعمود صلب من الخلايا الظهارية. يظهر بروز حلقي الشكل من هذه الظهارة في النهاية السفلية من الرحم يشير لقبو المهبل المستقبلي. في الشهر الخامس أو السادس، تتشكل لمعة المهبل بتحطم الخلايا المركزية في الظهارة. ويمثل غشاء البكارة بقايا الحديبة الجيبية.

## الأقناد
الأقناد هي طلائع الخصى لدى الذكور والمبايض لدى الإناث. تتطور أوليًا من الطبقة المتوسطة للبريتوان.

### المبايض
يتمايز المبيض إلى قسم مركزي يدعى بلب المبيض، يُغطَّى بطبقة سطحية تدعى بالظهارة المنتشة. تنشأ البيوض غير الناضجة من خلايا من الأديم الباطن الظهري للكيس المحي. بمجرد بلوغها الحرف القندي يطلق عليها الخلايا الجنسية الأولية. يستمر تطورها وتحاط الخلايا الجنسية الأولية كاملةً بطبقة من خلايا النسيج الضام (خلايا ما قبل حبيبية). بهذه الطريقة، تتشكل الجريبات المبيضية الأولية. في المقابل، يبقى الأصل الجنيني للخلايا الحبيبية محط جدل. وبشكل مشابه للذكور، تمتلك الإناث رسنًا يسحب المبيضين للأسفل وإن لم يكن السحب بنفس القدر كما عند الذكور. يتحول الرسن لاحقًا إلى الرباط المبيضي المخصوص والرباط الرحمي المستدير.

### الخصيتان
يتحول المحيط الخارجي للخصيتين إلى الغلالة البيضاء. تسير حبال الكتلة المركزية وتشكل شبكتين تصبح إحداهما الشبكة الخصوية، وتتطور الأخرى إلى النبيبات الناقلة للمني. بواسطة الشبكة الخصوية تصبح النبيبات الناقلة للمني متصلة مع بروز الكلية المتوسطة الذي يشكل الأقنية الصادرة للخصية.
وباختصار، يتألف هبوط الخصيتين من انفتاح اتصال من الخصية لموقعها النهائي في الجدار البطني الأمامي، يتبعه تطور الرسن، الذي يسحب ويغير موقع الخصيتين للأسفل بالنتيجة إلى الصفن النامي. وأخيرًا، ينغلق الممر خلف الخصيتين. يمكن أن يسبب الفشل في هذه العملية فتقًا إربيًا غير مباشر أو قيلة مائية طفلية.

## انقسام المذرق
بعد انفصال المستقيم عن القسم الظهري من المذرق، يتحول القسم البطني إلى الجيب البولي التناسلي الأولي. وينقسم الجيب البولي التناسلي بدوره إلى الجيب البولي التناسلي السطحي النهائي والجزء المثاني-الإحليلي الأمامي الأعمق.

### الجيب البولي التناسلي النهائي
يتألف الجيب البولي التناسلي النهائي من الجزء الرأسي الذيلي والقناة الضيقة المتوسطة والجزء الحوضي.

### الجزء المثاني-الإحليلي
الجزء المثاني-الإحليلي هو الجزء الأعمق، ويستمر بالسقاء. يمتص نهايات القنوات الكلوية المتوسطة ونهايات الرتج الكلوي المرافقة، ويشكل المثلث المثاني وجزء من الإحليل البروستاتي (الموثي). تشكل بقايا الجزء المثاني-الإحليلي جسم المثانة وقسم من الإحليل المثاني، إذ تمتد قمته إلى السرة كقناة ضيقة تدعى بالسرر المثاني (المريطاء)، التي تنطمس لاحقًا وتشكل الرباط السري الإنسي لدى البالغ.

## البروستاتا (الموثة)
تتألف البروستاتا بشكل أساسي من جزأين منفصلين، ينمو كل منهما كسلسلة من البراعم الرتجية من الظهارة المبطنة للجيب البولي التناسلي والجزء المثاني-الإحليلي من المذرق بين الشهرين الثالث والرابع. تصبح هذه البراعم أنبوبية الشكل، وتشكل المادة الحبيبية للفصين، وتلتقي وتتحد أخيرًا خلف الإحليل وتمتد كذلك حتى تصل لناحيته الأمامية. يتشكل فص البروستات الإنسي من امتداد الفصوص الوحشية بين الأقنية الدافقة المشتركة والمثانة.
تعد غدد سكين في الإحليل الأنثوي نظيرة لغدة البروستات.
يتشكل أيضًا كل من الغدد البصلية الإحليلية لدى الذكور، وغدد بارتولان لدى الإناث، من الرتج الناشئ من الظهارة المبطنة للجيب البولي التناسلي.

## الأعضاء التناسلية الخارجية
حتى الأسبوع التاسع من العمر الحملي، تبدو الأعضاء التناسلية الخارجية لكل من الذكر والأنثى متماثلة وتخضع لنمو مشترك. وهذا يشمل نمو الحدبة التناسلية ونمو الغشاء ظهريًا بالنسبة لها، مغطيةً نمو الفتحة البولية التناسلية، ونمو الطية الشفرية الصفنية التي تدعى أيضًا بالطية البولية التناسلية أو الانتفاخ الشفري الصفني.
حتى بعد ملاحظة التمايز بين الجنسين، تبقى بعض المراحل مشتركة، على سبيل المثال، اختفاء الغشاء. في المقابل، يشمل التطور المستقل جنسيًا تبارزًا أكبر للحدبة التناسلية في الذكور لتشكل غدد القضيب، وفي الإناث لتشكل الغدد البظرية. تتطور الطية البولية التناسلية إلى جسم القضيب في الذكور، وإلى الشفرين الصغيرين في الإناث، في حين يتطور الانتفاخ الشفري الصفني إلى الصفن لدى الذكور والشفرين الكبيرين لدى الإناث.

### التطور المشترك

#### قبل التمايز

##### الغشاء البولي التناسلي
يتواجد بدئيًا غشاء يدعى بالغشاء المذرقي الذي يتألف من الأديم الظاهر والأديم الباطن، ويمتد من الحبل السري إلى الذيل، ليفصل بين المذرق والوسط الخارجي. بعد انفصال المستقيم عن القسم الظهري من المذرق، يتحول القسم البطني من الغشاء المذرقي إلى الغشاء البولي التناسلي.

##### الحديبة التناسلية
يمتد الأديم المتوسط إلى خط منتصف البطن لبعض المسافة خلف الحبل السري، ويشكل القسم السفلي من الجدار البطني، وينتهي في الأسفل بالانتفاخ البارز المدعو بالحديبة المذرقية، التي تتحول بعد انفصال المستقيم إلى الحديبة التناسلية. على الجانب الظهري من الحديبة، لا تتحد الجوانب فعليًا. عوضًا عن ذلك، يفصل الجزء البولي التناسلي من الغشاء المذرقي الوريقات الناشئة من الأديم المتوسط.